# Nazionale maschile di hockey su prato della Finlandia
La nazionale di hockey su prato della Finlandia è la squadra di hockey su prato rappresentativa della Finlandia.

## Partecipazioni

### Mondiali
- 1971-2006 - non partecipa

### Olimpiadi
- 1908-1948 – non partecipa
- 1952 – Ottavi di finale
- 1956-2008 – non partecipa

### Champions Trophy
- 1978-2008 – non partecipa

### EuroHockey Nations Championship
- 1970 - 16º posto
- 1974 - 18º posto
- 1978-2007 - non partecipa